# Прапор Верхньої Нормандії
Прапор Верхньої Нормандії — прапор регіону на півночі Франції.